# HMS Illustrious (R06)
«Іластріес» (англ. HMS Illustrious (R06)) — британський легкий авіаносець 1980—2010-х років типу «Інвінсібл». П'ятий корабель з такою назвою в історії ВМС Великої Британії.

## Історія створення
Легкий авіаносець «Іластріес» був замовлений 14 травня 1976 року, будівництво розпочалось 7 жовтня того ж року на верфі «Swan Hunter» у Волсенді.
Спущений на воду 1 грудня 1978 року; вступив у стрій 20 червня 1982 року.

## Історія служби

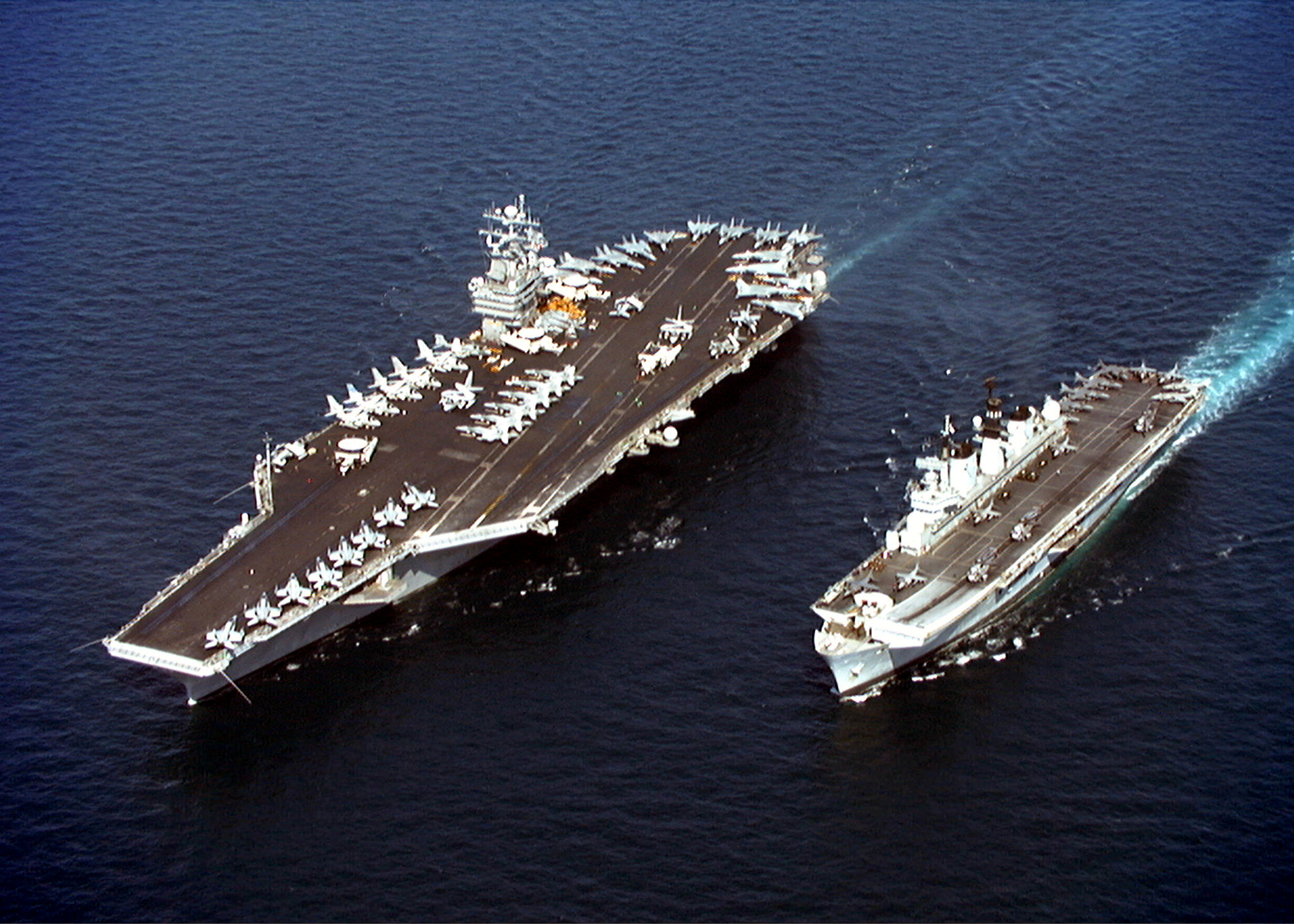
«Іластріес» (праворуч) та «Джон К. Стенніс» у Перській затоці, 2008 рік.

Відразу після вступу у стрій авіаносець вирушив в Південну Атлантику, де замінив «Інвінсібл», здійснюючи патрулювання в районі Фолклендських островів для запобігання можливих повітряних атак Аргентини, допоки не був відновлений аеропорт в Порт-Стенлі.
У 1991—1992 роках пройшов ремонт та модернізацію. Здійснював забезпечення безпольотної зони над Боснією і Герцеговиною під час Югославських воєн.
у 1998 році брав участь в операції «Southern Watch» із забезпечення безпольотної зони над територією південного Іраку.
З липня 1998 року по березень 1999 року авіаносець пройшов ремонт та модернізацію, під час якої були демонтовані ЗРК «Sea Dart»; водотоннажність корабля збільшилась на 160 т.
У 2000 році авіаносець у складі з'єднання британських кораблів брав участь в операції «Palliser» із забезпечення миру в Сьєрра-Леоне. У 2001 році брав участь у спільних британсько-оманських навчаннях «Saif Sareea II».
У 2003 році авіаносець пройшов ремонт та модернізацію на верфі «Rosyth Dockyard», під час якої був модернізований трамплін та комунікаційне обладнання.
У 2006 році «Іластріес» та есмінець HMS Gloucester (D96) брали участь в евакуації британських громадян з Бейруту під час лівансько-ізраїльського конфлікту.
У 2007 році авіаносець здійснив похід на Балтику, де відвідав Таллінн та взяв участь у навчаннях разом зі збройними силами Естонії.
Того ж року брав участь в навчаннях «Joint Task Force Exercise», які відбулись на східному узбережжі США.
У 2008 році авіаносець здійснив похід у Середземне море та на Близький Схід.
Того ж року на Channel 5 був показаний 6-серійний документальний фільм «Warship» про авіаносець.
7 травня 2009 року «Іластріес» брав участь у святкуванні 100-ряччя британської морської авіації у Гринвічі. Влітку брав участь у навчаннях НАТО «Loyal Arrow» на півночі Швеції, під час яких також відвідав Таллінн та Осло.
у 2011 році авіаносець пройшов ремонт вартістю 40 млн. ф.ст..
У березні 2012 року авіаносець брав участь у навчаннях НАТО «Cold Response» на півночі Норвегії, де випробовувалась можливість його використання як вертольотоносця.
«Іластріес» використовувався як вертольотоносець, до 2014 року, допоки УДК HMS Ocean (L12) перебував у ремонті.
Потім авіаносець, разом із кораблями Нідерландів, США та Норвегії, брав участь у навчаннях «Exercise Joint Warrior», а також у навчаннях «Cougar 12», які проходили у Середземному морі.
Восени 2013 року авіаносець брав участь у навчаннях «Cougar 13», але у грудні вирушив на Філіппіни для надання допомоги потерпілим вд урагану Хайянь.
У 2014 році авіаносець був виключений зі списків флоту.
ВМС Великої Британії мало намір зберегти корабель та перетворити його на музей. Але у 2016 році з'явилось повідомлення про можливий продаж корабля на злам.